# Aderus rugosicollis
Aderus rugosicollis là một loài bọ cánh cứng trong họ Aderidae. Loài này được Pic mô tả khoa học năm 1902.